# Флаг Пангоды
Флаг муниципального образования посёлок Пангоды Надымского района Ямало-Ненецкого автономного округа Российской Федерации — опознавательно-правовой знак, служащий официальным символом муниципального образования.
Флаг утверждён 27 октября 2008 года и 11 декабря 2008 года внесён в Государственный геральдический регистр Российской Федерации с присвоением регистрационного номера 4526.
Флаг муниципального образования посёлок Пангоды составлен на основе герба посёлка Пангоды, по правилам и соответствующим традициям вексиллологии, и отражает исторические, культурные, социально-экономические, национальные и иные местные традиции.

## Описание
«Прямоугольное голубое полотнище с отношением ширины к длине 2:3, несущее фигуры из герба посёлка: белого медведя сидящего на зелёной земле и держащего в правой передней лапе жёлто-оранжевое пламя».

## Обоснование символики
Флаг посёлка Пангоды языком символов и аллегорий раскрывает историю посёлка, его топонимические и природные особенности.
Возникновение и развитие посёлка Пангоды (в переводе с ненецкого языка — подножие холма, сопки) было обусловлено открытием и обустройством газового месторождения Медвежье.
Сидящий на холме (гласный символ, связанный с названием посёлка) медведь (аллегория названия газового месторождения — Медвежинское газопромысловое управление ООО «Газпром добыча Надым»), держащий в лапе пламя (символ газовой индустрии) — все это раскрывает и подчёркивает значимость посёлка Пангоды в развитии и освоении территорий Севера России. Символика медведя многозначна:
— национальный символ России, хозяин тайги, герой многих сказок и сказаний;
— символ силы, стойкости, неустрашимости и храбрости;
— символ предусмотрительности, добродушия.
Образ медведя символизирует стойкость и мужество жителей посёлка Пангоды, проживающих в сложных условиях Севера. Белый цвет медведя подчёркивает расположение посёлка Пангоды недалеко от Северного полярного круга.
Голубой цвет (лазурь) — символ реки Правая Хетта, на берегу которой вырос посёлок, а также символ возвышенных устремлений, искренности, преданности, возрождения.
Белый цвет (серебро) — символ чистоты, ясности, открытости, божественной мудрости, примирения.
Зелёный цвет символизирует весну, здоровье, природу, надежду.
Жёлтый цвет (золото) — символ высшей ценности, величия, великодушия, богатства, урожая.